# Silene stockenii
Silene stockenii är en nejlikväxtart som beskrevs av Arthur Oliver Chater. Silene stockenii ingår i släktet glimmar, och familjen nejlikväxter. Inga underarter finns listade i Catalogue of Life.

## Bildgalleri

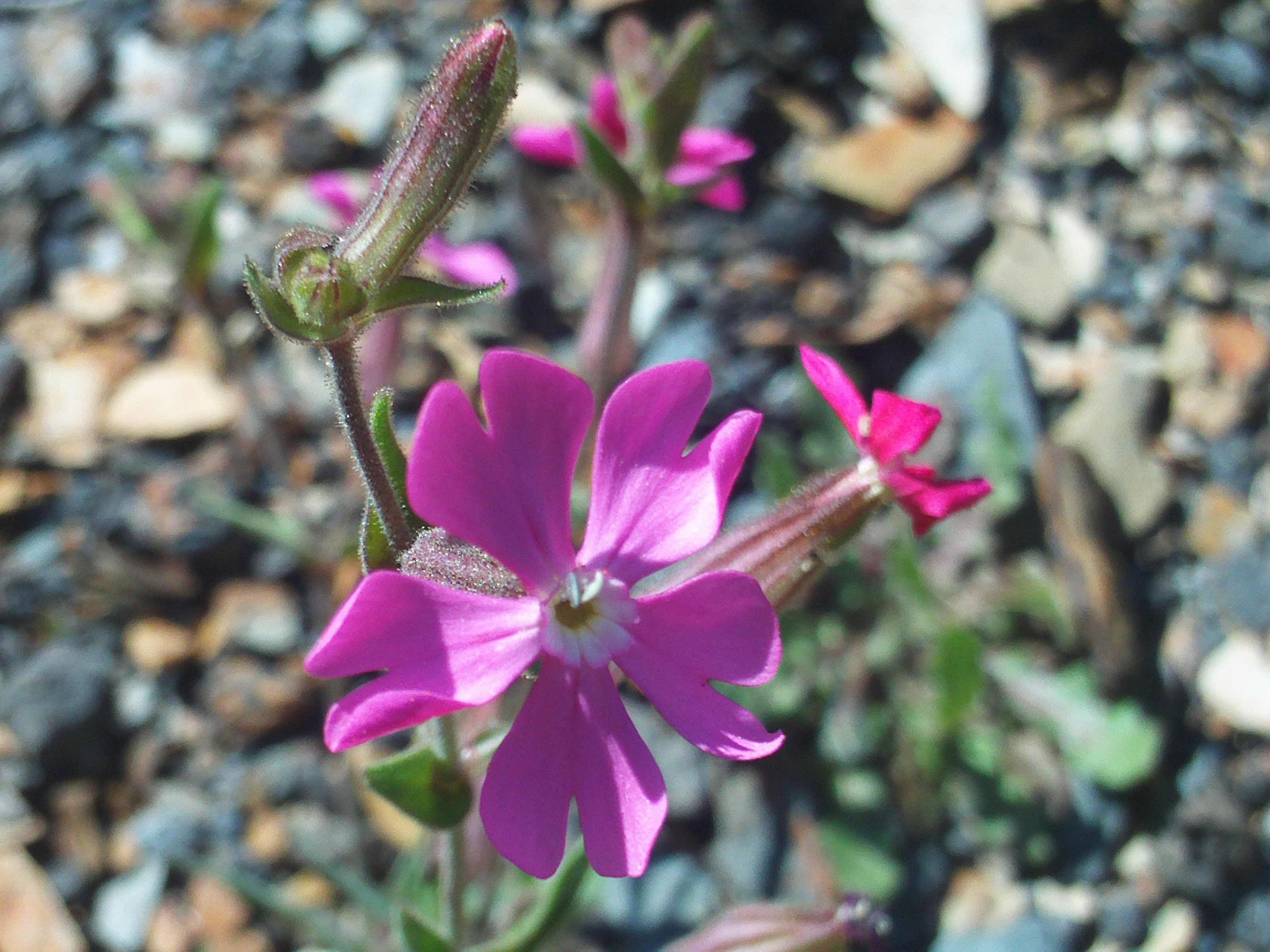
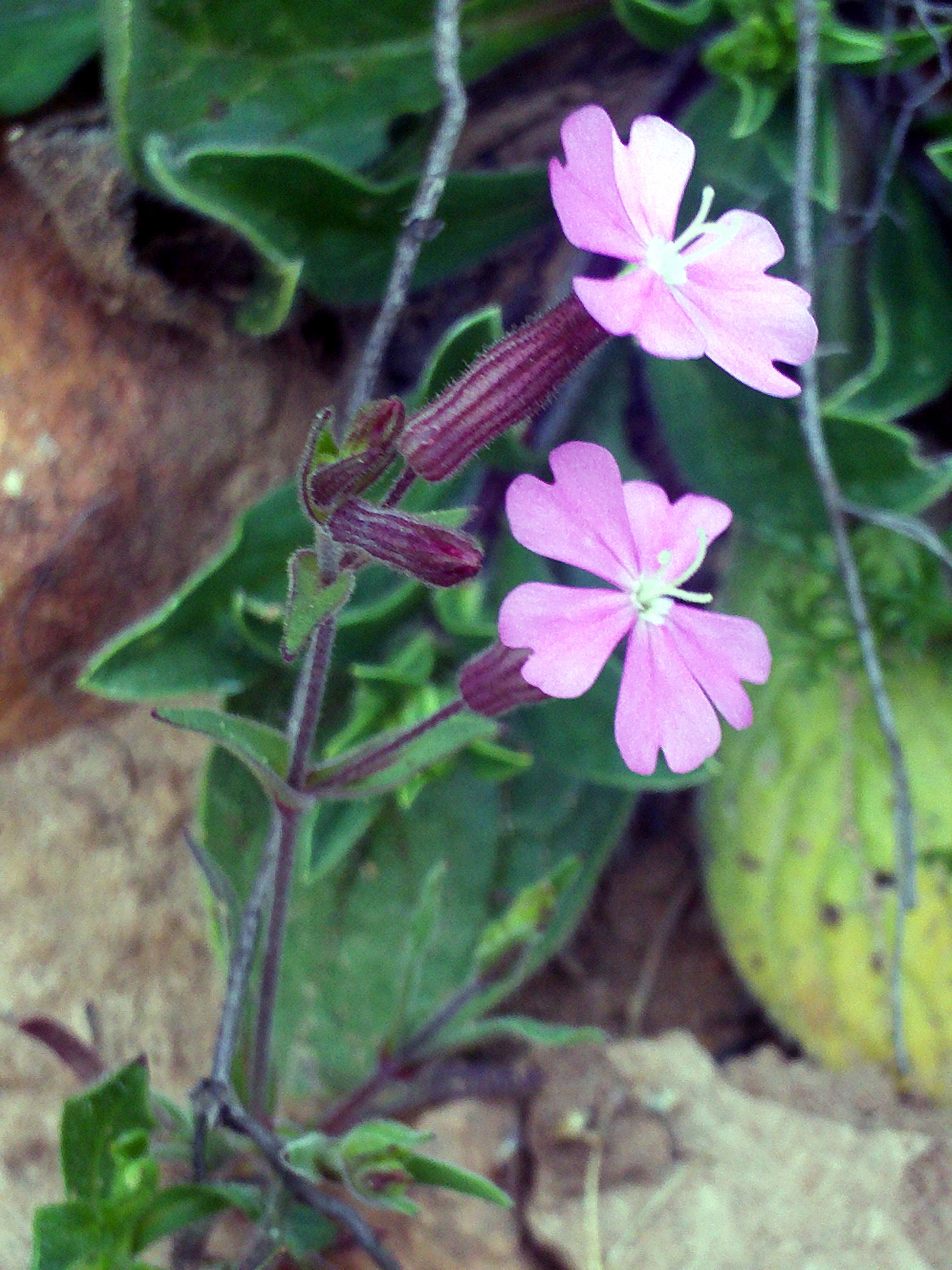
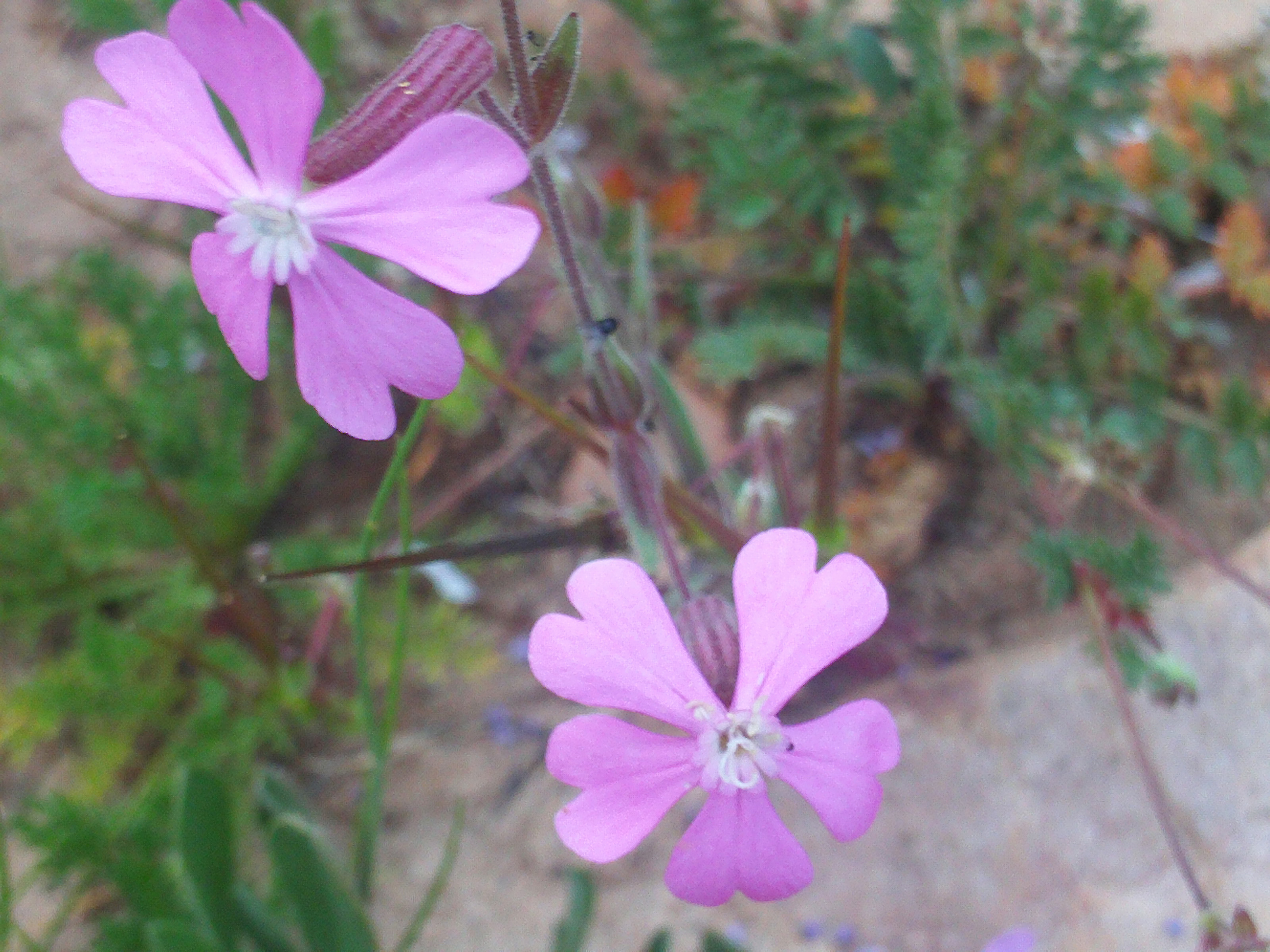
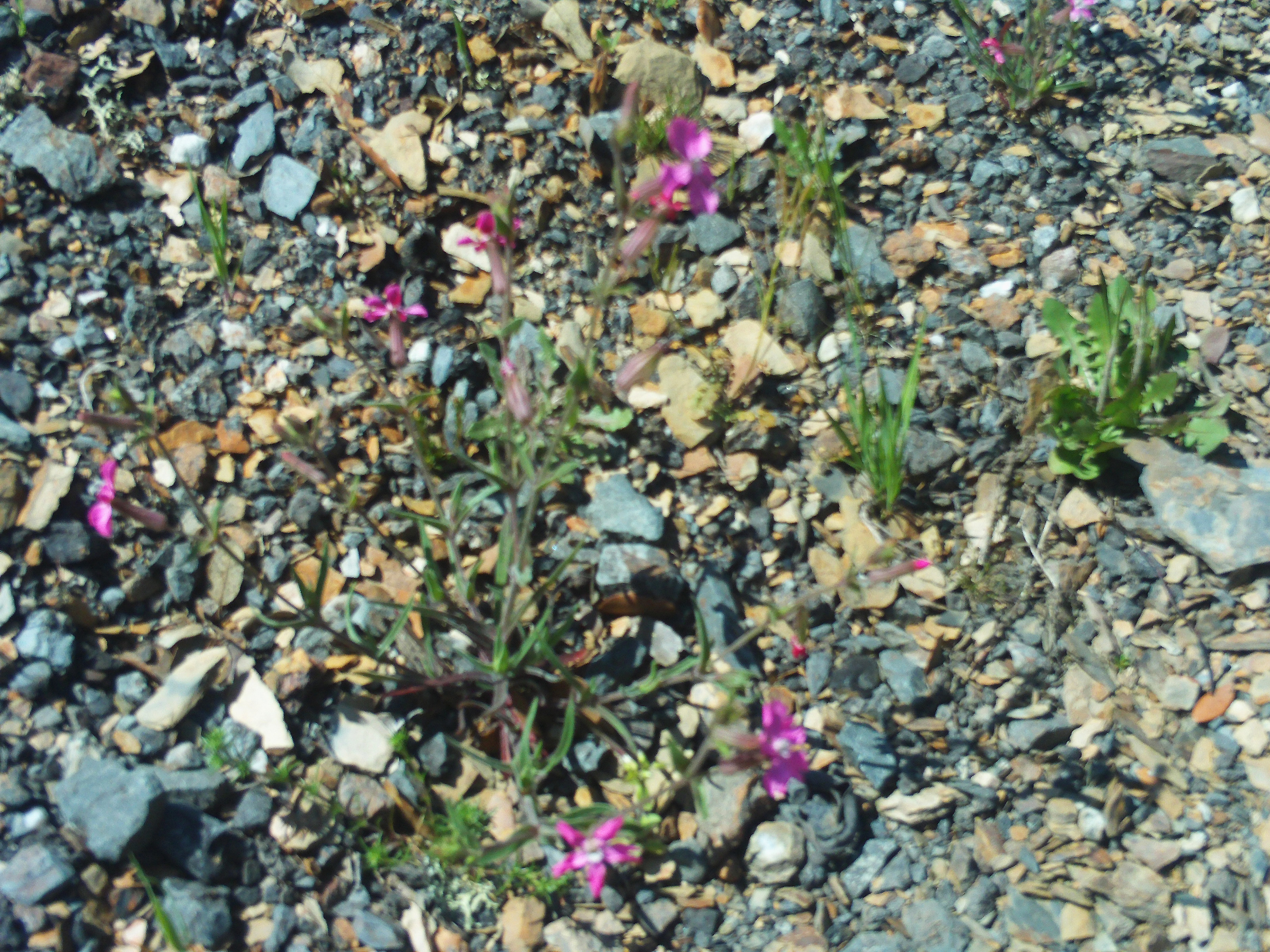
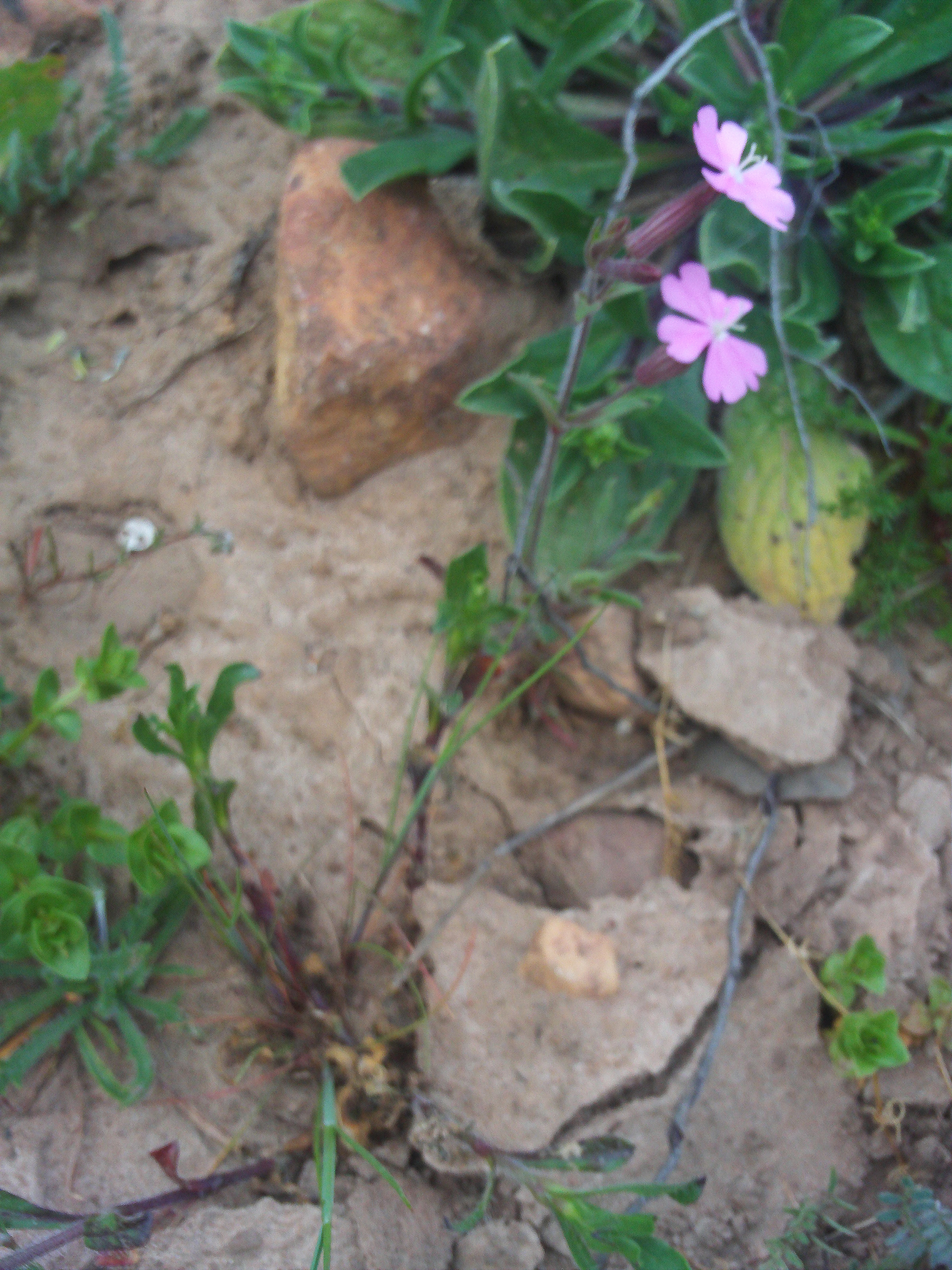
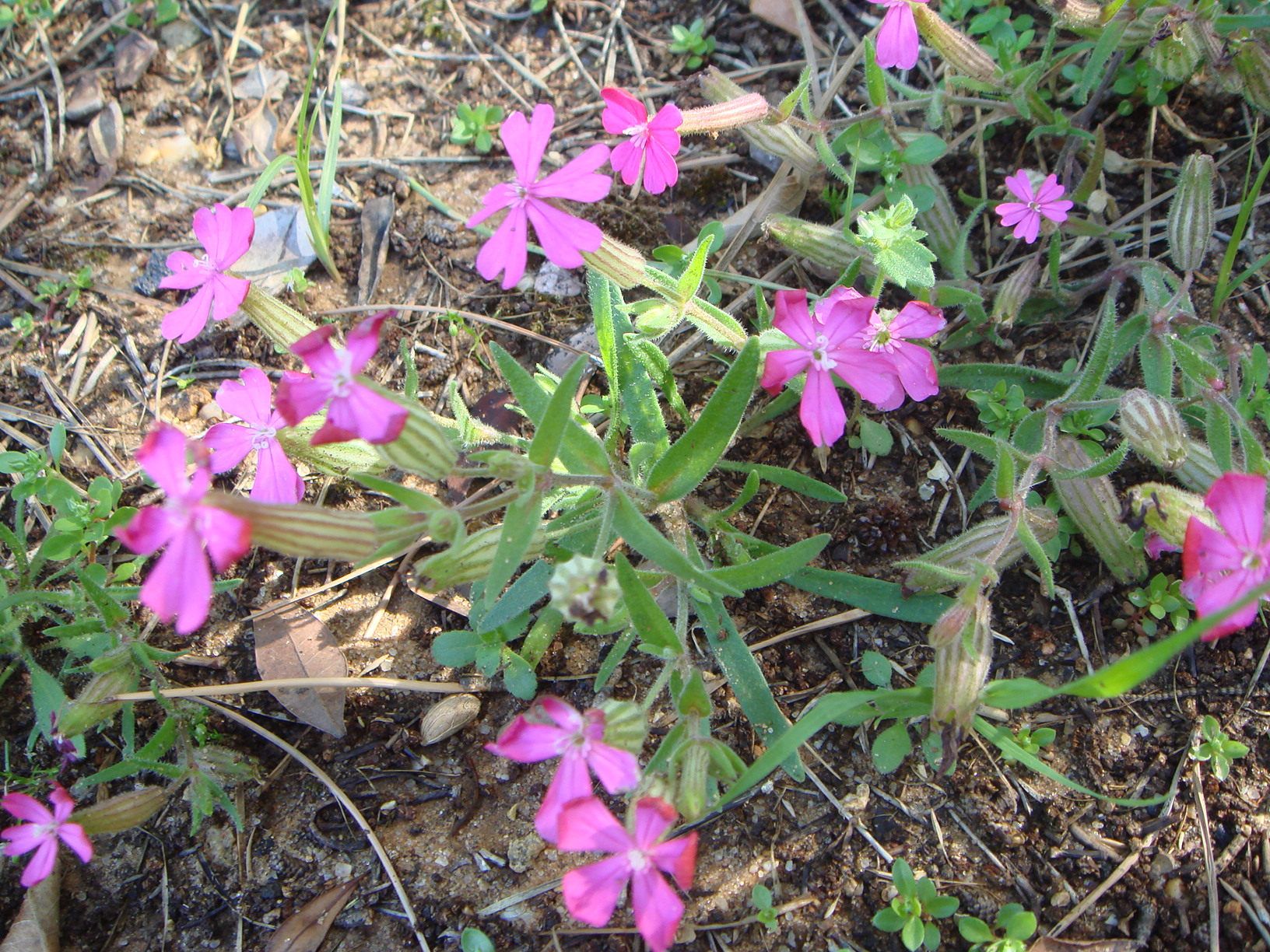